# (32167) 2000 NU8
2000 NU8 (asteroide 32167) é um asteroide da cintura principal. Possui uma excentricidade de 0.20099570 e uma inclinação de 4.42900º.
Este asteroide foi descoberto no dia 5 de julho de 2000 por Spacewatch em Kitt Peak.